# 克里夫蘭 (明尼蘇達州)
克里夫蘭（英語：Cleveland）是一個位於美國明尼蘇達州勒蘇爾縣的城市。

## 歷史
克里夫蘭於1854年建制為村，1904年升格為城市。此地得名自俄亥俄州的克里夫蘭。

## 人口
根據2020年美國人口普查的數據，克里夫蘭的面積為1.42平方千米，皆為陸地。當地共有人口747人，而人口密度為每平方千米526人。